# Thoburnia
Thoburnia is een geslacht van straalvinnige vissen uit de familie van de zuigkarpers (Catostomidae).

## Soorten
- Thoburnia atripinnis (Bailey, 1959)
- Thoburnia hamiltoni Raney & Lachner, 1946
- Thoburnia rhothoeca (Thoburn, 1896)